# 黑鹤·格日勒其木格
格日勒其木格·黑鹤（英語：Gerelchimeg Blackcrane，1975年6月19日—）是中国大陆蒙古族作家。早年曾从事成人文学的写作，后转向儿童文学。获得第七届和第八届全国优秀儿童文学奖。作品散见《儿童文学》、《少年文艺》、《文学少年》等杂志，涉及小说、散文、报告文学等题材，尤以动物小说见长。

## 出版动物小说作品集
- 《老班兄弟》（台湾）获台湾“好书大家读”年度最佳少年儿童读物奖，中華民國新聞局推荐为“中小学优秀课外读物”。
- 《重返草原》
- 《狼獾河》

## 出版作品
- 《睡床垫的熊》（2013） 吉林出版集团有限责任公司
- 《狼辙》（2013）吉林出版集团有限责任公司
- 《老班兄弟》（台湾）
- 《驯鹿之国》（台湾）
- 《重返草原》(中国少年 2005年9月 出版)
- 《鬼狗》 （2006）
- 《狼獾河》（2008.5.）
- 《高加索牧羊犬哈拉和扁头》（2009）
- 《草地牧羊犬》（2010）
- 《天鹅牧场》（2010）
- 《驯鹿之国》（2010）
- 《鬼狗》（新版）（2010）
- 《黑狗哈拉诺亥》（2011）
- 《狼谷的孩子》（2011）
- 《饲狼》（测绘出版社 2012年）
- 《狐狗》（测绘出版社 2012年）
- 《血驹》接力出版社 （2014）
- 《旗驼》 吉林出版集团 （2015）

## 诗歌
- 《清明（五）》2005
- 《母亲的故事－致A》2004
- 《清明（四）》2004
- 《冬天－－献给我的母亲》2004
- 《清明三》2003